# Omphalodes linifolia
Iberodes linifolia (пупівник льонолистий чи омфалодес льонолистий під назвою Omphalodes linifolia) — вид рослин родини шорстколисті (Boraginaceae).

## Опис
Однорічник. Стебла до 30–40 см, прості або розгалужені. Прикореневе листя оберненоланцетовиде 35(60) × 7(10) мм, зверху 10–30(40) × 2–5(7) мм, лінійні, вузько довгасті або вузько ланцетні. Віночок 7–10(12) мм в діаметрі, блідо-синьо-фіолетовий або білий. Горішки 3–4 × 3–3.5 мм, світло-або темно-коричневого кольору, волохаті, рідко голі. Квіти з (березень) квітня по червень.

## Поширення
Природжений діапазон: Франція; Португалія; Гібралтар; Іспанія. Натуралізований: Алжир; Туніс. Населяє відкриті сонцю пасовища, лісові галявини; 50–2000 м.
В Україні вид зростає на квітниках та газонах — на всій території; зрідка трапляється диким у садах, біля доріг.

## Галерея

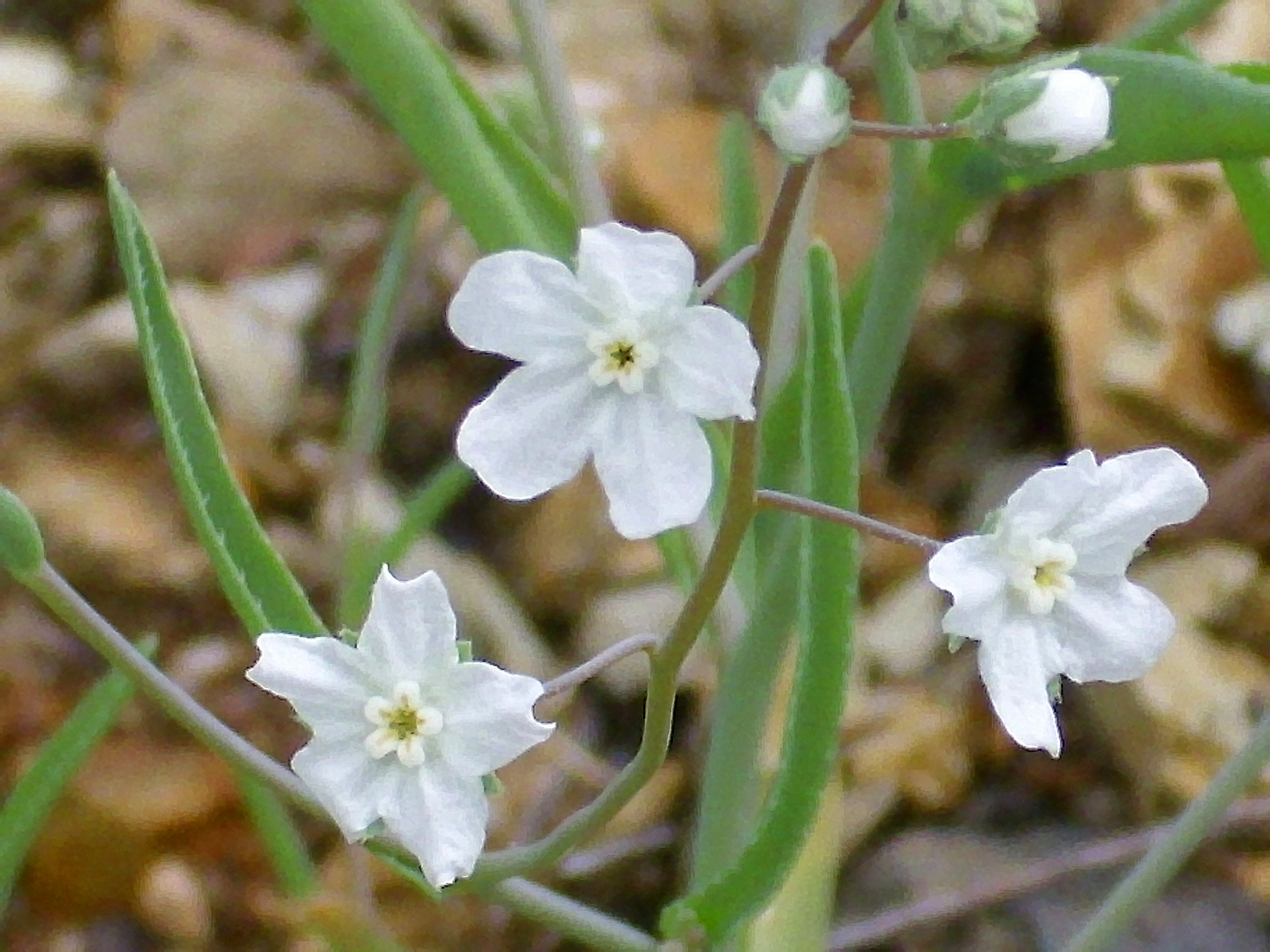
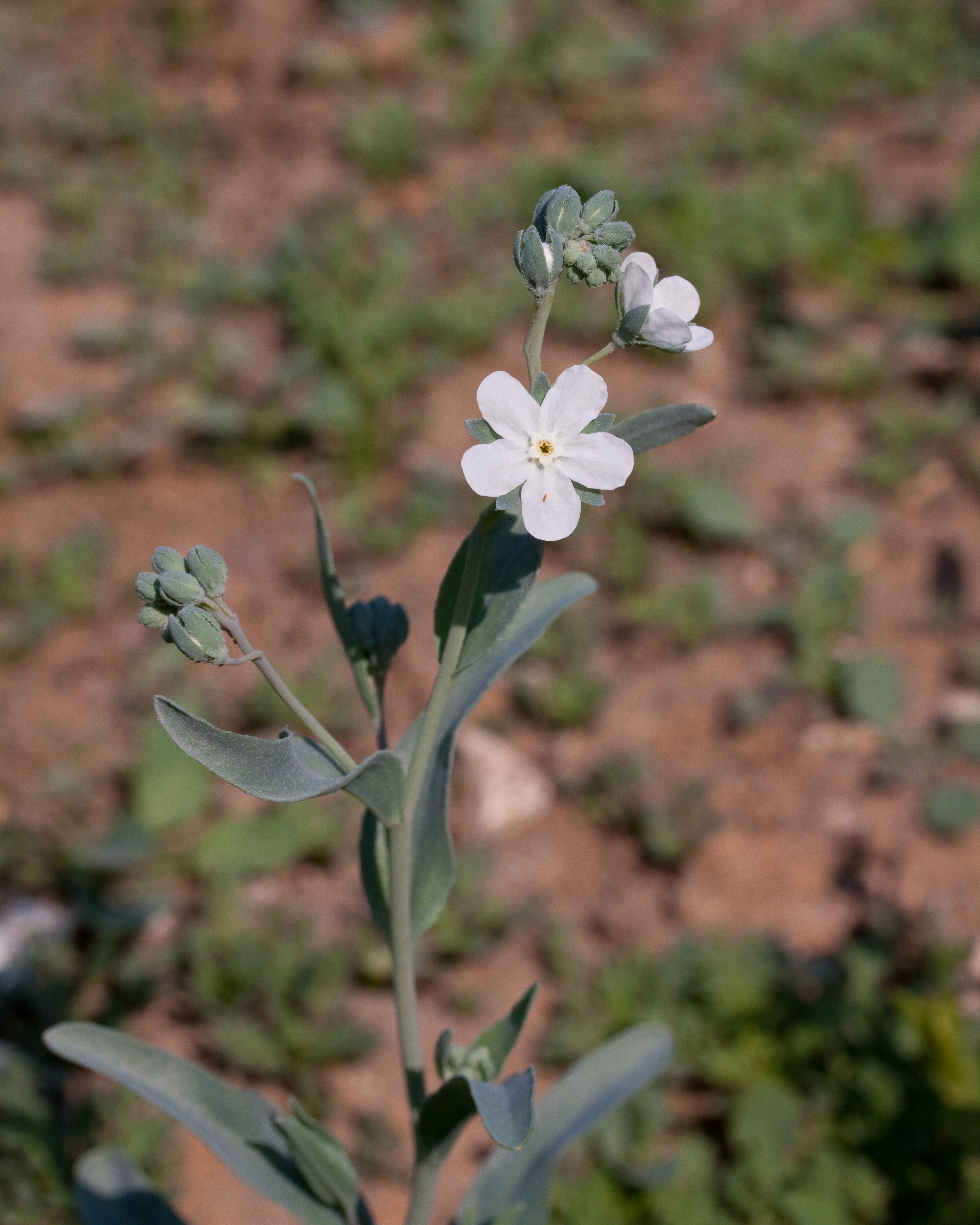